# دوري آزادغان 1993–94
دوري آزادغان 1993–94 هو موسم من دوري آزادغان. أشرف على تنظيمه اتحاد إيران لكرة القدم، وفاز فيه نادي سايبا.